# Il baule dei sogni
Il baule dei sogni o Anna dell'isola (Anne of the Island) è un romanzo della scrittrice canadese Lucy Maud Montgomery, pubblicato nel 1915. È il terzo libro della saga di Anna dai capelli rossi e narra la vita di Anne Shirley durante i quattro anni di università.

## Trama
(Anne Shirley)
Dopo due anni di servizio come insegnante (narrati nel precedente romanzo L'età meravigliosa), Anna Shirley lascia Avonlea per studiare presso l'Università di Redmond. Anche Gilbert Blythe, segretamente innamorato di lei, frequenterà l'università per laurearsi in medicina.
Anna si trasferisce in una pensione vicino all'università insieme a Priscilla Grant, un'amica dei tempi della Queen's Academy e Philippa Gordon (Phil), una ragazza simpatica ed estroversa. Anna, che durante i due anni precedenti non ha mai smesso di studiare e di prepararsi, si rende conto che i corsi sono per lei molto facili. Nel frattempo, dal momento che Phil è nata a Bolingbroke come Anna, le ragazze organizzeranno nel tempo libero una gita nella vicina cittadina: Anna potrà così rivedere la casa dei suoi genitori dove lei era nata.
L'anno prosegue e Anna studia alacremente per vincere la borsa di studio in letteratura inglese: non desidera infatti che il costo del suo secondo anno di università gravi sulle misere finanze di Marilla, sua madre adottiva. Nel tempo libero, Anna e Gilbert non sono certamente una coppia, ma ormai tutto il campus sa che tra i due c'è qualcosa di più di una grande amicizia. Solo Anna non sembra rendersene conto ed è quasi infastidita dal comportamento guardingo e protettivo che Gilbert ha verso di lei. A sua volta, Gilbert sta ben attento a non far trapelare troppo i suoi sentimenti per non inquietare Anna.
Finito il primo anno all'università, Anna, dopo aver vinto la borsa di studio che le permetterà di frequentare senza problemi finanziari un altro anno a Redmond, ritorna ad Avonlea. Sembra un'estate felice, ma un avvenimento rende le vacanze molto tristi. Ruby Gillis, un'amica d'infanzia di Anna, è gravemente malata di tisi. Ruby è sempre allegra e sembra non rendersi conto della gravità della malattia, ma una sera, rimasta sola con Anna, le confida il terrore che sta provando di fronte alla consapevolezza di dover morire. Anna l'aiuta ad accettare il suo destino: nessuno lo sa ancora, ma quello è l'ultimo giorno di vita di Ruby e lei, con il conforto di Anna, sarà in grado di affrontare serenamente la morte.
Inizia il secondo anno a Redmond ed Anna, con Phil, Priscilla e Stella (altra amica dei tempi della Queen's Academy) va a vivere a Patty's Place, una bellissima casa che riescono ad avere in affitto. Anche Jamesina, la zia di Stella si trasferirà con loro e si prenderà cura delle tre ragazze.
Qui finalmente Gilbert dichiarerà ad Anna il suo amore, nato tra i banchi di scuola, chiedendole di promettergli che un giorno diventerà sua moglie. Anna, in nome di un ideale romantico che insegue fin da bambina, rifiuta la proposta e dice a Gilbert che non potrà mai amarlo in quel modo. Lui se ne va sconsolato; la semplice amicizia con Anna, l'unica cosa che lei gli offre, non gli è più sufficiente. Da questo momento nel lungo rapporto tra Anna e Gilbert qualcosa si rompe definitivamente: i due si comportano come semplici conoscenti quando sono costretti ad incontrarsi ed Anna tenta in tutti i modi di dimenticarlo.
Nel frattempo Diana sposa Fred Wright, evento che rende Anna molto felice per la sua amica, ma che allo stesso tempo la fa sentire sola e abbandonata. Tornata a Patty's Place, Anne incontra Royal Gardner, che assomiglia in tutto e per tutto al "Principe Azzurro" che sognava da bambina. Anna rimane subito colpita dai suoi modi cortesi e dalla sua aria sicura di sé e ne rimane infatuata. Tra i due il rapporto si fa sempre più profondo, ma Anna prova una fitta di gelosia quando scopre che Gilbert fa coppia fissa con Christine Stuart. Marilla è contenta che la sua ragazza abbia trovato la persona dei suoi sogni, ma in cuor suo sa che le cose sarebbero dovute andare diversamente: l'uomo giusto per Anna avrebbe dovuto essere Gilbert.
Intanto gli anni passano e per Anna si avvicina sempre più il momento della laurea. Nel tempo libero, continua a frequentare Royal, incontra i suoi genitori e diventa una grande amica della sorella Dorothy. Il giorno dopo la cerimonia di laurea, Roy le propone di diventare sua moglie, ma Anna capisce di non amarlo abbastanza e che non potrà mai sposarlo.
Dopo la laurea, Anna torna ad Avonlea. Sente che il suo sogno d'amore se n'è andato per sempre e anche il paese della sua infanzia non è più lo stesso: molte sue amiche si sono sposate, Diana ha avuto il suo primo bambino ed è diventata una perfetta donna di casa e perfino la Regina delle Nevi (il grande ciliegio che cresceva sotto la sua finestra e che l'aveva salutata fin dalla sua prima mattina a Green Gables) non c'è più, abbattuto da una tempesta. Il piccolo mondo della sua infanzia e della sua adolescenza ormai non esiste più e Anna sente che tornerà felice solo quando, l'autunno successivo, sarebbe andata a lavorare lontana da Avonlea. 
Arriva però la notizia che Gilbert ha contratto la febbre tifoide ed è in fin di vita. Anna è disperata e in quel momento si rende conto di essere sempre stata innamorata di lui. Il mattino successivo, Anna viene a sapere che fortunatamente Gilbert sta riprendendo le forze. Una sera, ormai guarito, mentre stanno passeggiando, Anna riesce finalmente ad accettare i suoi sentimenti per Gilbert, mentre lui le chiede nuovamente di sposarlo. Anna, con uno sguardo, silenziosamente acconsente.

## Osservazioni
Il romanzo Il baule dei sogni, terzo libro della saga di Anne di Green Gables, è l'ideale conclusione della serie. Il libro successivo infatti ("La baia della felicità") racconta la storia di un personaggio ben diverso: Anne è infatti moglie e madre e nulla ormai ha a che fare con la piccola "Anna dai capelli rossi" dell'inizio della storia. L'autrice, nella conclusione della trilogia, si diverte con un piccolo paradosso: la piccola Anne che all'inizio del primo romanzo sommergeva tutto e tutti con un fiume di parole ispirate dalla sua fantasia sfrenata, è maturata e ormai non esiste più. Anne nell'ultima pagina del romanzo, accetterà quindi la proposta di matrimonio di Gilbert solamente con lo sguardo, senza parlare.

## Adattamenti televisivi
Il romanzo, con precedente L'età meravigliosa e il successivo La casa dei salici al vento formano la base della miniserie televisiva canadese Anna dai capelli rossi - Il sequel (CBC 1987), reperibile su DVD anche in lingua italiana.

## Edizioni
- Lucy Maud Montgomery, Il baule dei sogni, traduzione di Mia Peluso, collana Corticelli, Mursia, 1988,  p. 248, ISBN 88-425-3047-6.
- Lucy Maud Montgomery, Anna dell'isola, traduzione di Ilaria Isaia, e-book, Il Gatto e La Luna, 2013, ISBN 978-88-96104-18-7.
- Lucy Maud Montgomery, Anne dell'isola, traduzione di Enrico de Luca, Lettere Animate, 2020,  p. 306, ISBN 978-8871126210.